# Tawalla
Tawalla (arabiska: تَوَلّی), är en av trons grenar i den shiitiska skolan och betyder att älska och vara lojal mot Ahl al-Bayt och att vara vän med deras följare. Att besöka Ahl al-Bayts gravar och helgedomar anses vara ett exempel på tawalla. Shiamuslimer anser att de måste älska Guds vänner, de som söker efter sanningen, rättfärdiga människor och försvarare av sanningen och rättvisa. Motsatsen till detta är tabarra, som också är en av trons grenar, vilket innebär att man ska hata onda personer, förtryckare och Guds, den islamiske profetens och mänsklighetens fiender.